# Drachenwand
Drachenwand (1176 m n. m.) je hora ve skupině Salzkammergutberge v Rakousku. Nachází se v Salcbursku nad jezerem Mondsee. Severní stěnu tvoří kolmá vápencová skála, jižní úbočí je porostlé lesem.
Nejbližší významný soused na západě je Schober (1328 m n. m.) a na jihovýchodě Almkogel (1030 m n. m.)
Drachenwand je významný turistický cíl, na který se lze dostat pěšky, zajištěnými cestami, horolezeckým trasami a také odtud skáčou parašutisté v disciplíně BASE jumping. Předvrchol (1160 m n. m.), kam vedou všechny cesty, je osazený kovovým křížem a poskytuje daleký výhled.

## Výstupy
- Pěšky od západu z obce Fuschl am See na břehu jezera Fuschlsee se jde po značené cestě podél potoka Eibenseebach do luční enklávy Wildmoos a dále po neznačených stezkách do malého sedélka mezi hlavním vrcholem a předvrcholem.
- Lehkou zajištěnou cestou Hirschsteig od východu z obce St. Lorenz po turistickém značení č. 12.
- Středně těžkou zajištěnou cestou Drachenwand Klettersteig z obce St. Lorenz po východním hřebeni ke kříži na předvrcholu.
- Horolezeckými trasami v severní stěně. Všechny mají alpský charakter, vyžadují vlastní jištění a skála je lámavá.

## České oběti
Rakouští záchranáři zaznamenali na Drachenwandu několik obětí během výstupu po zajištěné cestě i při sestupu po turistické cestě. Na sestupu zahynuli také tři čeští turisté, shodou okolností na cestě Hirschsteig. Vždy šlo o smrtelný pád do rokle Saugraben. Roku 2014 se zabil mladý muž, roku 2020 dítě v doprovodu matky a mladá žena na zájezdu.

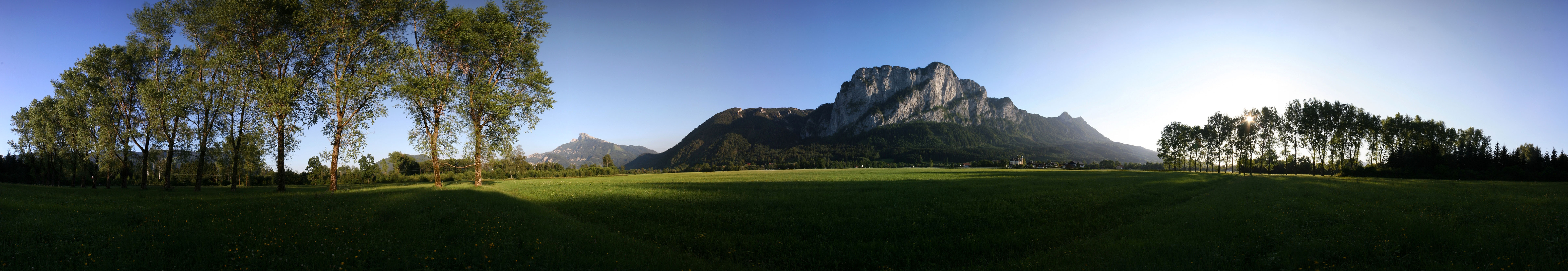

## Pověst
Skalní okno Drachenloch v horní části stěny měl prorazit sám ďábel. Odnesl hříšnou farskou kuchařku od Mondsee, která kradla smetanu. Nezvládl však přeletět vysokou skalní stěnu Drachenwand a těsně pod vrcholem do ní proboural díru. Dodnes je vidět toto skalní okno až z údolí. Turisté si ho prohlížejí na hřebenové cestě nedaleko kříže.

## Galerie

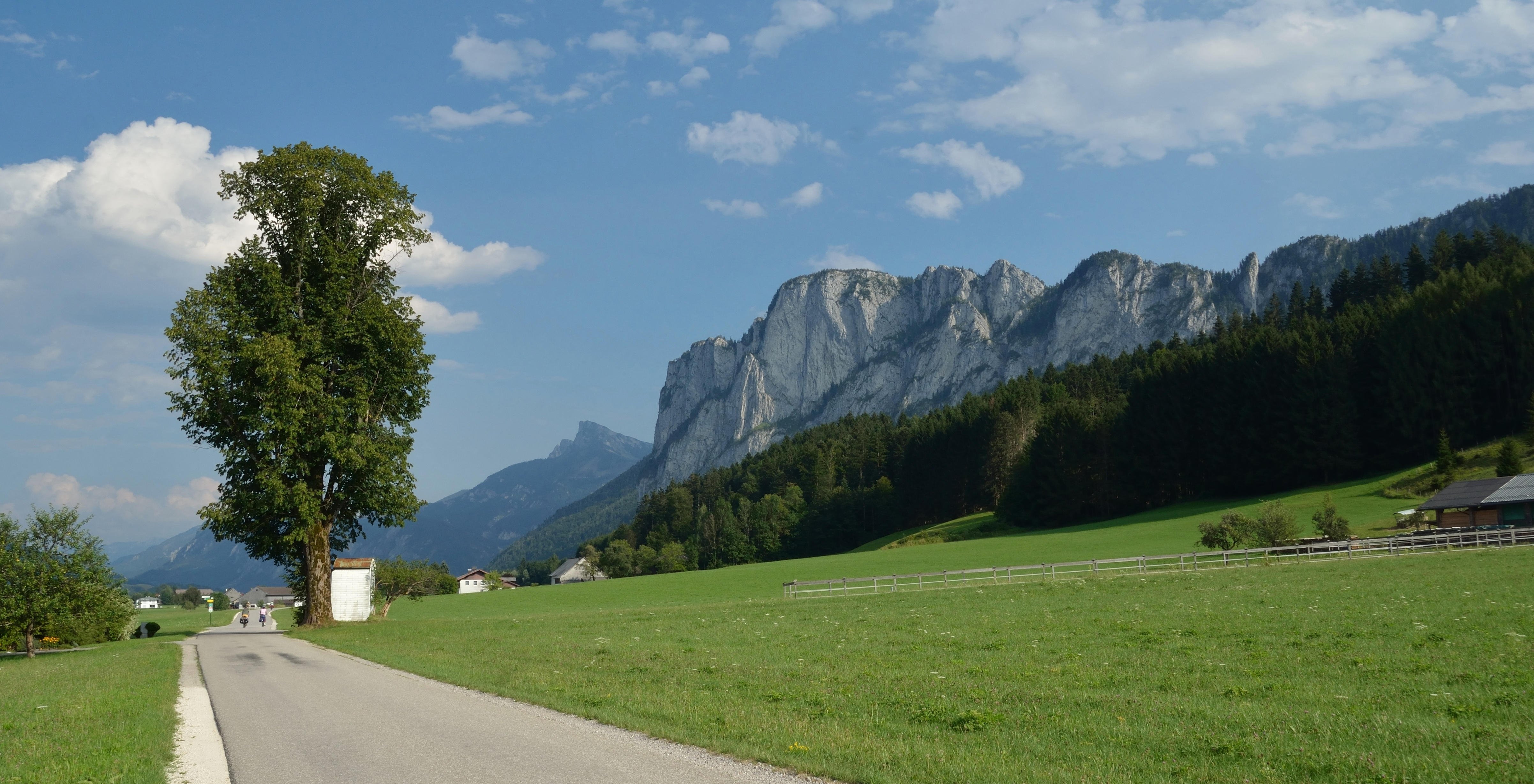
Na úpatí vede cyklostezka Salzkammergutradweg
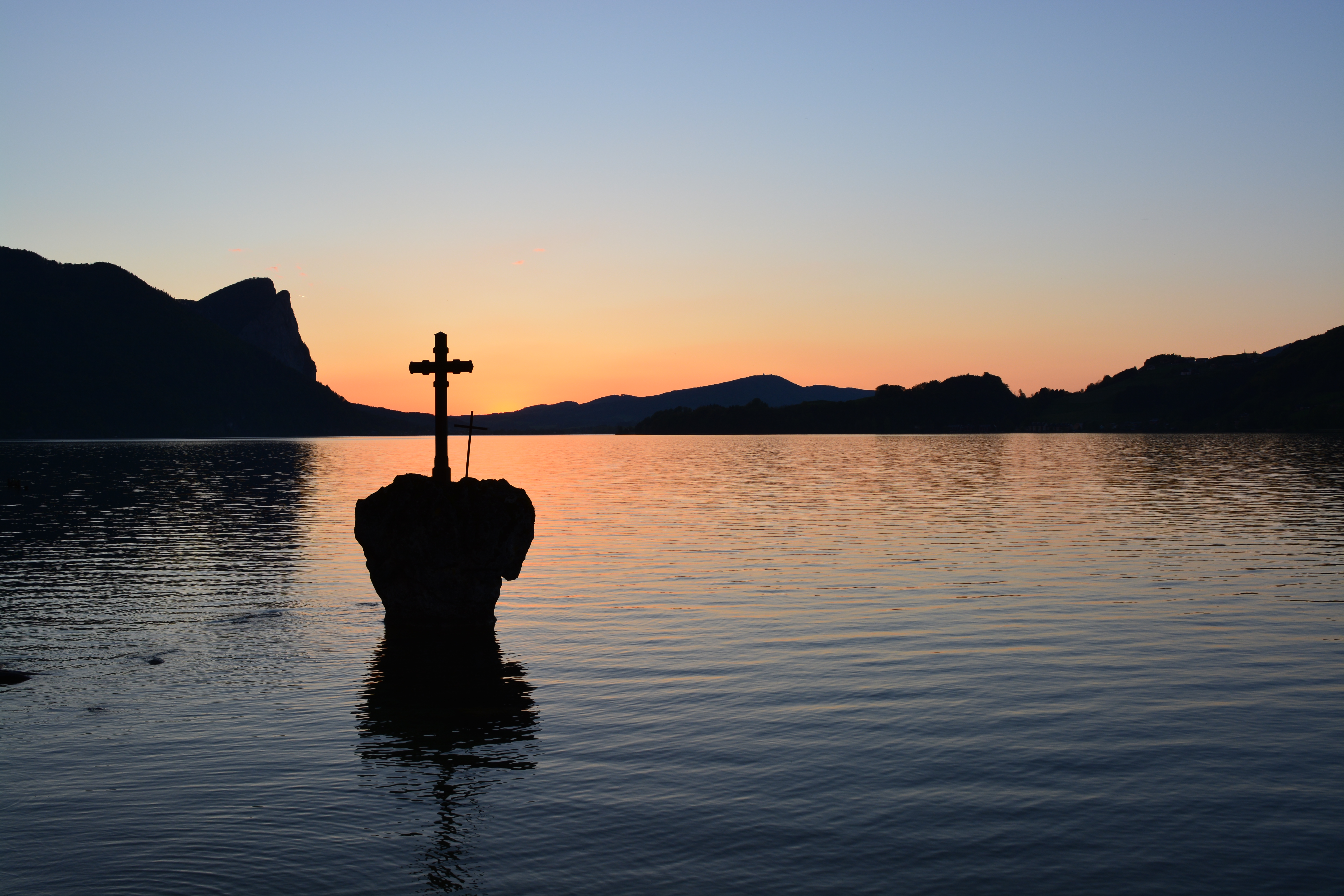
Drachenwand tvoří dominantní útes nad Mondsee
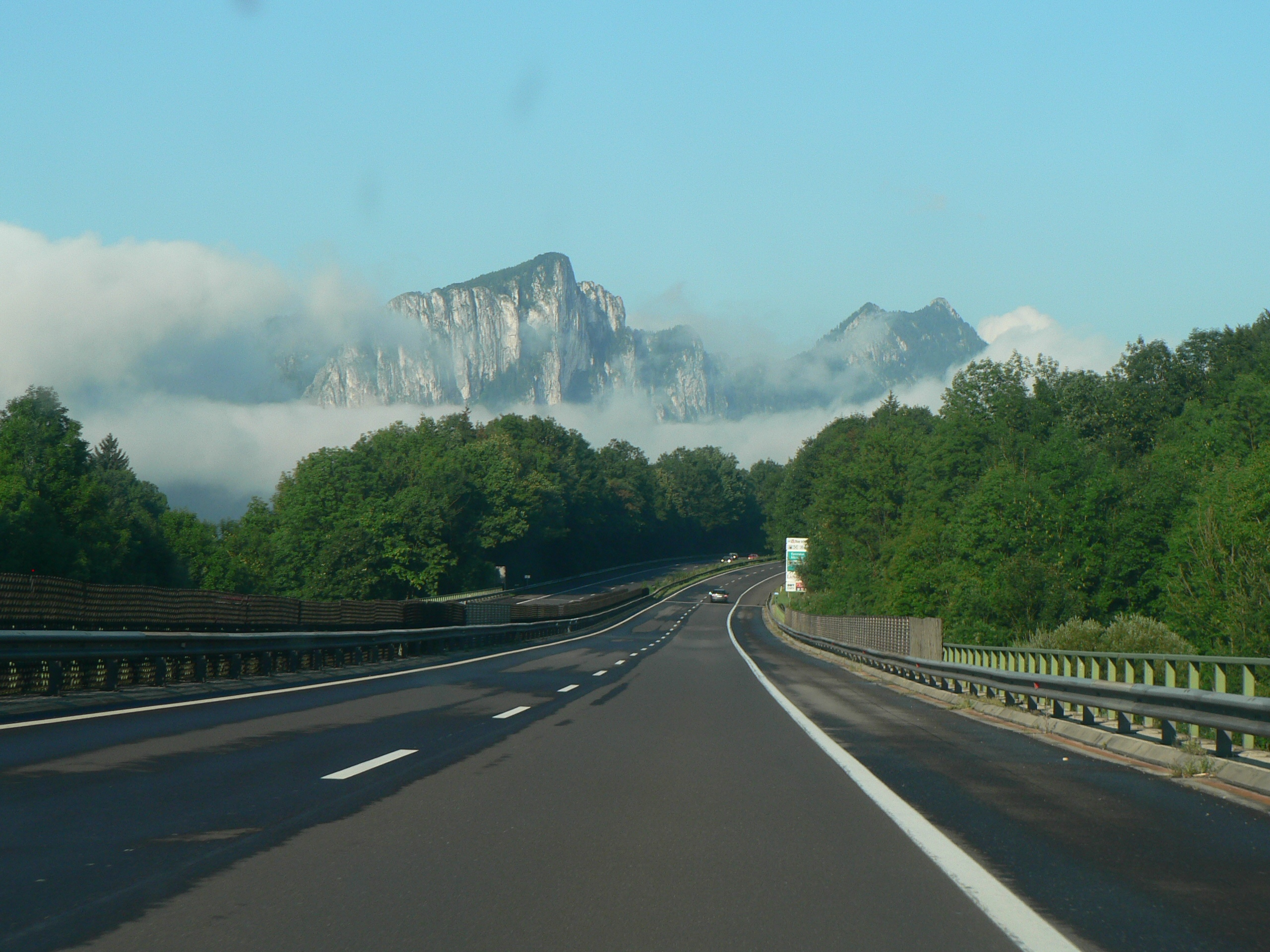
Pohled z dálnice mezi Lincem a Salcburkem
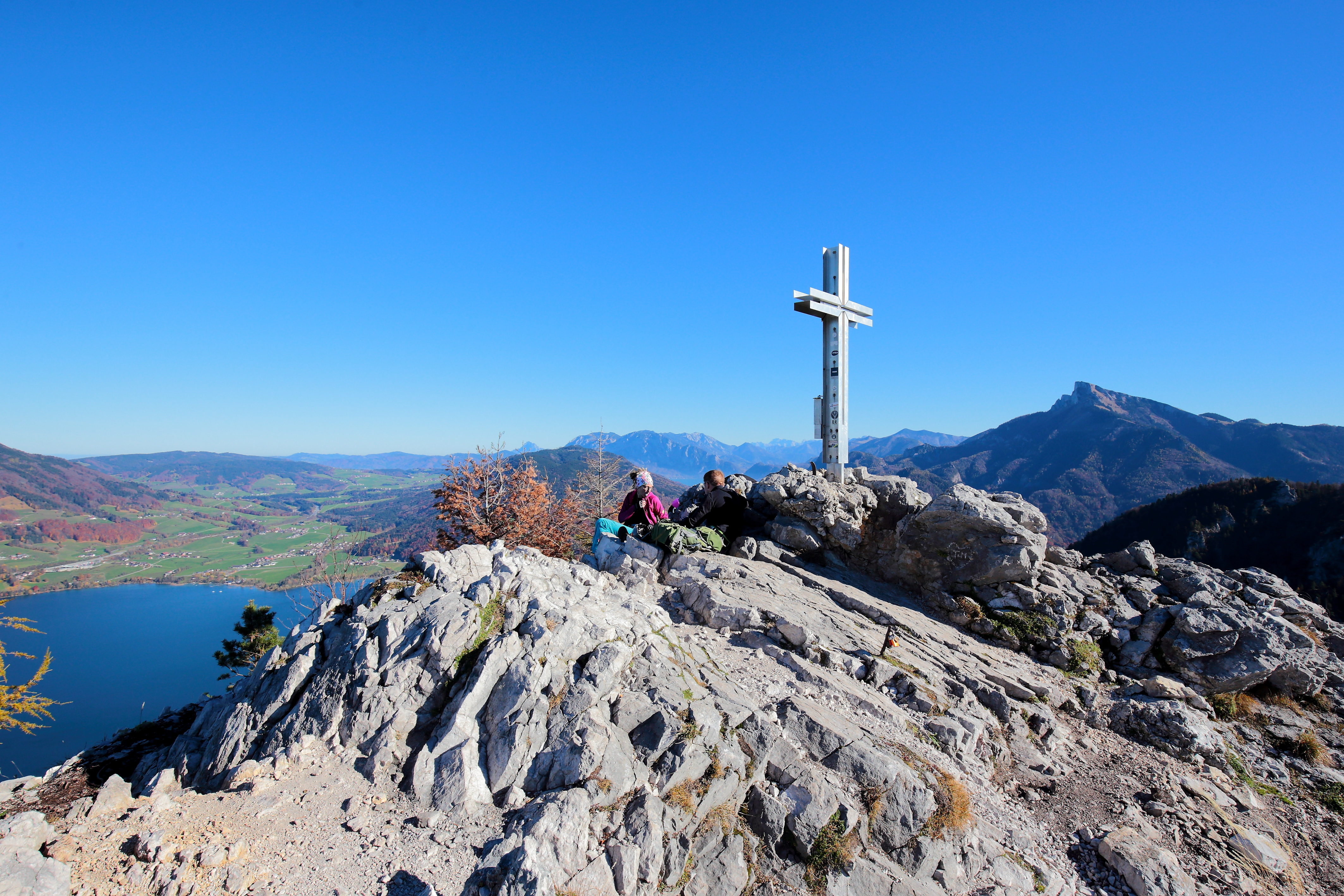
Kovový kříž na předvrcholu
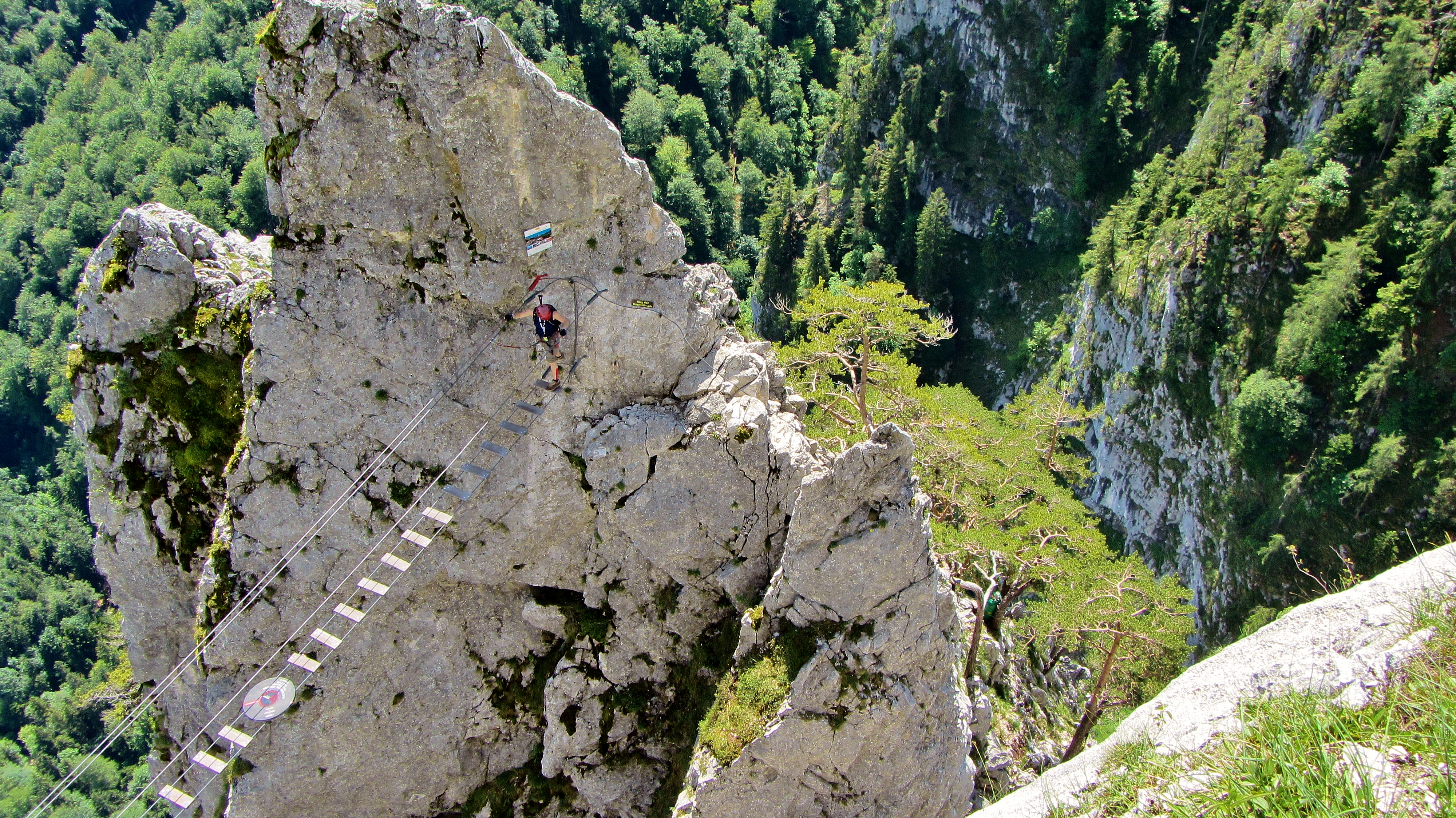
Lanový most na zajištěné cestě